# Будищанський заказник
Будища́нський заказник — ентомологічний заказник місцевого значення в Україні. Розташований на території Лисянського району Черкаської області, при північно-західній околиці села Будище. 
Площа 2,5 га. Статус присвоєно згідно з рішенням облвиконкому від 14.04.1983 року № 205. Перебуває у віданні: Будищанська сільська рада.